# Цифровая юриспруденция
Цифровая юриспруденция — система компьютерных методов и технологий обработки юридической информации, которые используются для поддержки принятия решений в правоприменительной практике.
Методологической основой цифровой юриспруденции является:
- системный анализ на основе методов и средств проектирования информационных и бизнес систем, в частности нотаций IDEF0 и BPMN, с использованием CASE-инструментов;
- методы и технологии:
  - искусственного интеллекта;
  - экспертных систем;
  - вербального анализа;
  - Blockchain.

## История
Основой цифровой юриспруденции стали наработки по математическому анализу, которые позволили создать логико-математические модели правовых явлений.
A. Blumstein является автором логико-математической модели преступности [20]. Вместе с Larson R. он совершил логико-математическое моделирование системы уголовной юстиции [21]. Математические основы прогнозирования криминогенных процессов в работе [22] предложил А. Аванесов. Ю.Д. Блувштейн в работе [23] описал логико-математические модели преступления и преступности.
Толчком для дальнейшего развития цифровой юриспруденции стали достижения кибернетики. Наработки специалистов этой сферы в сочетание с развитием компьютерных технологий позволили проводить системный анализ и создавать структурно-функциональные модели правовых явлений с помощью программного обеспечения.
Blumstein A., Belkin J., Glass W. разработали компьютерную модель уголовной юстиции JUSSIM [24]. JUSSIM используется в Министерстве юстиции США [25] для оценки эффективности уголовной юстиции.
Д.А. Ли на основе Модульной Теории Социума с помощью компьютерной экспертно-диагностической системы МАКС [26] обнаружил структурно-функциональные закономерности социума преступников [27].
В.Б. Исаков предложил теорию правовой аналитики, основанной на использовании современных информационных технологий [28].

## Основные направления цифровой юриспруденции
1. Моделирование правовых явлений.
2. Аналитика в сфере права.
3. Разработка нормативных актов на основе визуализации.
4. Искусственный интеллект в правоохранительной практике.
5. СППР в судопроизводстве.
6. Технические сервисы в сфере права.

## Моделирование правовых явлений
Для моделирование правовых явлений в основном используется IDEF0-модели. Так Ельчанинов [3] предложил модель влияния внешних факторов надсистемы на государственно-административное устройство системы государства Украина. Оболенцев предложил ряд моделей, таких как система государства Украина [7], модель преступности [6] и модель системы предупреждения преступности [8].

## Аналитика в сфере права

### Анализ алгоритмичности
Алгоритмичность - это свойство, которым обладают процедуры, содержащих набор логически связанных и непротиворечивых действий, достаточных для достижения результата (цели).
Ненадлежащая алгоритмичность нормативных актов обусловливает их проблемное применение на практике и в дальнейшем - судебные споры.
Проверка на алгоритмичность проводится для нормативных актов с описанием процедур путем визуализации процедуры с помощью информационной технологии, основанной на нотации BPMN. Формат получаемых схем пригоден для логико-функционального анализа, в том числе и программными средствами.
Исследования [17] показали, что наиболее часто встречающимися ошибками нормотворчества являются:
- обрывы логических связей процесса;
- разрыв процесса;
- неопределенность длительности процесса.

В работе Гуца [2] выявлены ошибки в нормативных актах с описанием процедур в законодательстве Австралии (Верховный суд), ЕС (парламент и ЕСПЧ), РФ (налоговый кодекс), США (Верховный суд) и Украины.
Кроме этого в работах Гуца, Оболенцева и Демченко [1; 10] раскрыт пример анализа алгоритмичности и выявленные ошибки медицинских протоколов.

### Структурно-функциональный анализ
Анализ проводится для нормативных актов с описанием любых структур (систем) на полноту и взаимосвязь элементов, из которых эти структуры состоят, путем визуализации структуры с помощью информационной технологии, основанной на нотации IDEF0. Формат получаемых схем пригоден для структурно-функционального анализа, в том числе и программными средствами.
Ошибками в описаниях структур (систем) являются:
- отсутствие связей (по входу, выходу, управлению, механизму исполнения);
- отсутствие функций;
- нарушение очередности следования функций;
- логические циклы.

Силами общественной организации «Лаборатория цифровой юриспруденции» осуществлен структурно-функциональный анализ: 
- Конституции Украины (фактически речь идет о Конституции Украины в цифровом формате) [16].
- уголовного процессуального кодекса Украины (отдельные главы);
- налогового кодекса Украины (отдельные главы);
- регламента парламента Украины (отдельные главы).

Во всех нормативных актах выявлены многочисленные вопросы относительно полноты описания структур (систем).

### Логический анализ системы понятий
Технология анализа системы понятий в законодательстве раскрыта в работе Кучкарова, Мишенина, Никандрова, Воскресенского, Гареевой и Локотилова [15] на примере экологического законодательства РФ.

## Разработка нормативных актов на основе визуализации
Анализ нормативных актов (см. Аналитика в сфере права) выявляет большое количество вопросов, связанных с их алгоритмичностью и системностью. Это обусловлено существующим подходом при разработке нормативных актов:
ЗНАНИЯ -> ТЕКСТ
Недостатки: человек устроен так, что не может адекватно воспринимать и обрабатывать информацию о процедуре (правиле), которая представлена в виде текста, относительно ее (процедуры) логической связности и полноты, что при разработке нормативного акта приводит к множественности образов, которые формируются у каждого отдельного участника и, как следствие, приводит как к потере времени из-за согласования параметров «производимого» текста, так и к появлению в нем логических и других ошибок.
Подход для разработки нормативных актов с учетом требований алгоритмичности и системности:
ЗНАНИЯ -> ВИЗУАЛИЗИРОВАННЫЙ ОБРАЗ -> ТЕКСТ
Преимущества: использование интеллектуальных возможностей человека в сочетании с знаниеориентированными технологиями позволяет «группам мозгового штурма» - разработчикам законопроектов, при каждом переходе на новый уровень в разработке текста иметь его целостный визуализированный образ, который одинаково воспринимается каждым членом команды разработчиков. Это позволяет меньшим числом авторов за более короткое время достичь значительно более качественного результата.
Сейчас подход ЗНАНИЯ -> ВИЗУАЛИЗИРОВАННЫЙ ОБРАЗ -> ТЕКСТ реализован и достаточно распространен в бизнесе при внедрении бизнес-процессов.
Существующее программное обеспечение позволяет эксперту отображать свои знания по выполнению процесса в виде схемы (визуализированного образа), после чего согласно заложенным шаблонам автоматически генерируется текст регламента с описанием процедуры. Аналогичным способом возможна разработка юридических текстов. Отличие в том, что в качестве шаблона надо использовать требования законодательных техник.

## Искусственный интеллект в правоохранительной практике
Тенденции в этой сфере описаны в работе Оболенцева и Ющенко [11]. В  работе  Узлова, Струкова, Власова, Дегтяреваой, Григоровича, Борович, Оболенцева, Походзило и Попова [13] описаны методики «искусственного интеллекта» системы криминального анализа RICAS [14], которые позволяют выявлять и раскрывать преступления, прогнозировать тенденции преступности.

## СППР в судопроизводстве
Качественные методы вербального анализа, разработанные под руководством академика О.И. Ларичева (в частности метод «ОРКЛАСС» [18]), позволяют создавать автоматизированные (автоматические) экспертные системы поддержки принятия решений (СППР) в судебной практике, которые позволяют устранить недостатки, страхи и опасения, связанные с использованием таких систем (или «систем искусственного интеллекта») в юриспруденции в целом и в судопроизводстве в частности.

## Технические сервисы в сфере права

### Электронное правосудие
Электронное правосудие (англ. Electronic justice, e-Justice) – это способ осуществления правосудия, основанный на использовании информационных технологий, позволяющих применять в судопроизводстве безбумажный обмен информацией в электронно-цифровом виде между всеми участниками судебного процесса.

### Чатботы
Чатботы в сфере права.

### Технологии Blockchain
Технологии Blockchain в сфере права.

### Смарт-контракты
Приложения технологии Blockchain. 
Юридическая значимость смарт-контрактов обуславливается соответствием законам государства, т.е. смарт-контракты должны содержать условия и ограничения, установленные законодательством государства.